# True Tears
True Tears est un anime japonais produit par P.A. Works et réalisé par Junji Nishimura. Il commence à être diffusé au Japon le 6 janvier 2008 et est long de treize épisodes. L'anime n'a presque rien en commun avec le visual novel du même nom, le précédent ayant une trame complètement différente, avec des personnages différents, ainsi qu'un style distinct. Une émission de webradio présentée par trois des seiyū de l'anime a été produite pour le promouvoir. L'anime a été acheté par Bandai Visual pour une version anglophone.

## Synopsis
True tears suit la vie d'un lycéen, Shin'ichirō Nakagami. Jeune garçon très créatif, il habite chez ses parents ; une étudiante de son école, Hiromi Yuasa, y loge également depuis la mort de son père, ami de la famille. L'anime se déroule un an après son arrivée chez les Nakagami. Shin'ichirō connaît Hiromi depuis longtemps, mais elle est froide et distante quand ils sont à la maison et il ne sait pas comment lui parler. Au lycée Hiromi est populaire, sportive et sourit beaucoup, mais Shinichirō sait qu'elle doit cacher ses peines. Shin'ichirō rencontre au lycée une fille étrange appelée Noe Isurugi qui lui souhaite du malheur quand Shin'ichirō la taquine ; ils se réconcilient et Shin'ichirō apprend d'elle qu'elle a « donné ses larmes ». Shin'ichirō aime aussi passer du temps avec ses amis Miyokichi Nobuse et Aiko Endō au magasin imagawayaki de la famille d'Aiko.
Le générique du début de l'anime contient des paysages des monts Tateyama dans la préfecture de Toyama, où se déroule l'anime. Le studio d'animation qui produit True tears, P.A. Works, est basé à Jōhana (dans la même préfecture) et des lieux montrés dans la série sont basés sur la ville. Toutefois, la ville de True tears est située sur la mer, tandis que Jōhana est à l'intérieur. Deux des noms de famille utilisés dans la série, Isurugi et Kurobe, sont des toponymes de la préfecture de Toyama.

## Personnages
Shin'ichirō Nakagami (仲上 眞一郎, Nakagami Shin'ichirō)
seiyū : Makoto Ishii
Shin'ichirō est un lycéen très créatif qui aime dessiner et a commencé à faire un livre d'images. Il vit avec son père, sa mère, et une amie d'enfance appelée Hiromi Yuasa. Hiromi lui souriait autrefois, mais ne sourit aujourd'hui qu'au lycée. Shin'ichirō veut la voir lui sourire. Il mène une vie plutôt normale jusqu'à ce qu'il rencontre une fille étrange, Noe Isurugi, qui le maudit quand il la taquine un peu ; ils se réconcilient plus tard.
Noe Isurugi (石動 乃絵, Isurugi Noe)
seiyū : Ayahi Takagaki
Noe Isurugi est une étrange fille qui va au même lycée que Shin'ichirō et Hiromi. Shin'ichirō la rencontre pour la première fois pendant qu'elle était dans un arbre en train de récolter des fruits de goumi du Japon pour en donner au coq qu'elle appelle Raigomaru, habitant un poulailler à l'école. Shin'ichirō l'attrape quand elle tombe de l'arbre, ne pouvant pas descendre. Noe a un frère aîné, Jun, capitaine de l'équipe de basketball d'un autre lycée. Elle est honnête et franche et semble être sensible quant à l'humeur des autres.
Hiromi Yuasa (湯浅 比呂美, Yuasa Hiromi)
seiyū : Kaori Nazuka
Hiromi est une fille ayant le même âge que Shin'ichirō et allant au même lycée que lui. Elle habite chez Shin'ichirō depuis la mort de son père, ami de la famille, il y a un an. Aujourd'hui elle est plutôt distante et froide avec Shin'ichirō , ce qui n'était pas le cas par le passé ou aujourd'hui à l'école.
Aiko Andō (安藤 愛子, Andō Aiko)
seiyū : Yuka Iguchi
Aiko est une fille un an plus âgée que Shin'ichirō qui va à un lycée différent. Elle sort avec son ami Miyokichi Nobuse mais préfère Shin'ichirō et essaie de se rapprocher de lui. Aiko connaît Shin'ichirō depuis l'enfance et a été présentée à Miyokichi par lui. Elle travaille chez le magasin d'imagawayaki de sa famille, Imagawayaki Ai-chan. Elle est plus petite que Shin'ichirō et aime bien le taquiner de temps en temps.
Miyokichi Nobuse (野伏 三代吉, Nobuse Miyokichi)
seiyū : Hiroyuki Yoshino
Miyokichi est le meilleur ami de Shin'ichirō et le connaît depuis leur enfance. Ils vont aux cours ensemble au lycée, et Miyokichi fait souvent Shin'ichirō que Shin'ichirō regarde souvent Hiromi. Shin'ichirō a présenté Miyokichi à Aiko, qui est devenue sa petite amie. Miyokichi ne semble pas remarquer que Aiko préfère Shin'ichirō.
Tomoyo Kurobe (黒部 朋与, Kurobe Tomoyo)
seiyū : Tomomi Watanabe
Tomoyi est l'amie de Hiromi. Elles sont toutes les deux membres de l'équipe de basketball féminin du lycée. Elle est sûre que Hiromi aime bien Shin'ichirō, quoiqu'elle le nie. Tomoyo s'inquiète pour Hiromi quand elle est triste.
Le père de Shin'ichirō (眞一郎の父, Shin'ichirō no Chichi)
seiyū : Keiji Fujiwara
Il est ami du père de Hiromi, décédé il y a un an, et a accepté d'accueillir Hiromi après la mort de son père. Au contraire de sa femme, il respecte la vie privée de son fils et le laisse faire ce qu'il veut, disant que « Shin'ichirō est Shin'ichirō ». Il considère Hiromi partie de la famille et la traite en tant que telle.
La mère de Shin'ichirō (眞一郎の母, Shin'ichirō no Haha)
seiyū : Rieko Takahashi
Elle aime prendre soin de son fils et contrôle un peu trop sa vie privée, lisant parfois les lettres qui lui sont destinés et lui posant beaucoup de questions sur sa vie au lycée. Au contraire de son mari, elle ne considère pas Hiromi comme faisant partie de la famille et lui est hostile.
Jun Isurugi (石動 純, Isurugi Jun)
seiyū : Yuki Masuda
Jun est le frère aîné de Noe. Il est capitaine de l'équipe de basketball d'un autre lycée. Il demandera à Shin'ichirō de sortir avec sa sœur, mais Shin'ichirō refusera et s'énervera. Toutefois, Shin'ichirō lui proposera qu'il sorte avec Hiromi en échange. Il n'a pas de sentiments particuliers envers Hiromi mais a proposé cette situation parce qu'il aime Noe.

## Production
L'anime est réalisé par Junji Nishimura et produit par P.A. Works, Lantis, et Bandai Visual, avec l'animation et musique de P.A. Works et Lantis, respectivement. L'anime partage son nom avec le visual novel True Tears de La'cryma, mais a une trame et des personnages complètement différents ainsi qu'un style distinct. La série commence sa diffusion japonaise le 6 janvier 2008 sur TV Kanagawa, quoiqu'un aperçu du premier épisode a été diffusé le 4 janvier sur BS11 Digital,. L'anime a aussi été diffusé plus tard sur Chiba TV, Kansai TV, Kids Station, Tōkai TV, TV Saitama et BS11 Digital. Treize épisodes ont été réalisés.
L'anime a été choisi par Bandai Visual pour en faire une version doublée en anglais. La première sortie en DVD fut le 27 mai 2008.

## Liste des épisodes
| No | Titre anglais                               | Titre japonais                   | Titre japonais                         | Date de 1re diffusion |
| No | Titre anglais                               | Kanji                            | Rōmaji                                 | Date de 1re diffusion |
| -- | ------------------------------------------- | -------------------------------- | -------------------------------------- | --------------------- |
| 01 | 'Because I Gave My Tears Away               | 私…涙、あげちゃったから          | Watashi... Namida, Agechatta Kara      | 6 janvier 2008        |
| 02 | 'What Do I Want to Do...                    | 私…何がしたいの…                 | Watashi...Nani ga Shitai no...         | 13 janvier 2008       |
| 03 | 'How Did It Go? The Talk from the Other Day | どうなった? こないだの話         | Dō Natta? Konaida no Hanashi           | 20 janvier 2008       |
| 04 | 'Okay, Splashy Splashy                      | はい、ぱちぱちってして           | Hai, Pachipachitteshite                | 27 janvier 2008       |
| 05 | 'A Meddlesome Guy is Like a Fool            | おせっかいな男の子ってバカみたい | Osekkai na Otokonokotte Baka Mitai     | 3 février 2008        |
| 06 | 'Is This...Some Kind of Joke?               | それ…何の冗談?                   | Sore...Nan no Jōdan?                   | 10 février 2008       |
| 07 | 'Tell Me Clearly, Write It Down Here        | ちゃんと言って、ここに書いて     | Chanto Itte, Koko ni Kaite             | 17 février 2008       |
| 08 | 'The Town Where It Doesn't Snow             | 雪が降っていない街               | Yuki ga Futte Inai Machi               | 24 février 2008       |
| 09 | 'You're Having a Hard Time Flying...        | なかなか飛べないね・・・         | Nakanaka Tobenai ne...                 | 2 mars 2008           |
| 10 | 'I'll Do Everything Properly                | 全部ちゃんとするから             | Zenbu Chanto Suru Kara                 | 9 mars 2008           |
| 11 | 'I'm Not the Person You Like                | あなたが好きなのは私じゃない     | Anata ga Sukina no wa Watashi Janai    | 16 mars 2008          |
| 12 | 'Through My Eyes That See Nothing           | 何も見てない私の瞳から           | Nani mo Mitenai Watashi no Hitomi kara | 23 mars 2008          |
| 13 | 'Your Tears                                 | 君の涙を                         | Kimi no Namida o                       | 30 mars 2008          |

## Musique
Chanson du générique du début
Reflectier (リフレクティア, Rifurekutia) de Eufonius
Single sorti le 23 janvier 2008
Chanson du générique de fin
Sekai no Namida (セカイノナミダ) de Aira Yūki
Single sorti le 6 février 2008
Autre
Sono Mama no Boku de (そのままの僕で), de Eufonius, utilisé au 10e épisode
La bande originale de l'anime est sorti le 27 février 2008 et son image song le 16 avril 2008. Une compilation en DVD consistant du premier épisode de l'anime et des musiques a été produit par Bandai Visual et est sorti le 25 mars 2008.

## Webradio
Une émission de webradio appelée True Tears Kochira Tulip Hōsōkyoku (true tears こちらチューリップ放送局), présenté par Charradio, est diffusé les 7 et 28 décembre 2007, contenant quatre épisodes. La semaine suivante elle a été transférée à Beat Net Radio!, où elle est diffusée chaque semaine à partir du 4 janvier 2008. Il y a trois présentatrices : Ayahi Takagaki, Kaori Nazuka et Yuka Iguchi, qui sont respectivement les seiyū de Noe, Hiromi et Aiko dans l'anime. L'émission de webradio est généralement utilisée pour faire de la pub pour l'anime. Makoto Ishii, le seiyū de Shin'ichirō dans l'anime, est présent dans les septième et huitième émissions de la webradio. Junji Nishimura, le réalisateur de l'anime, est l'invité de la neuvième émission.